# 涅格羅韋齊
48°27′42″N 23°38′26″E / 48.46167°N 23.64056°E

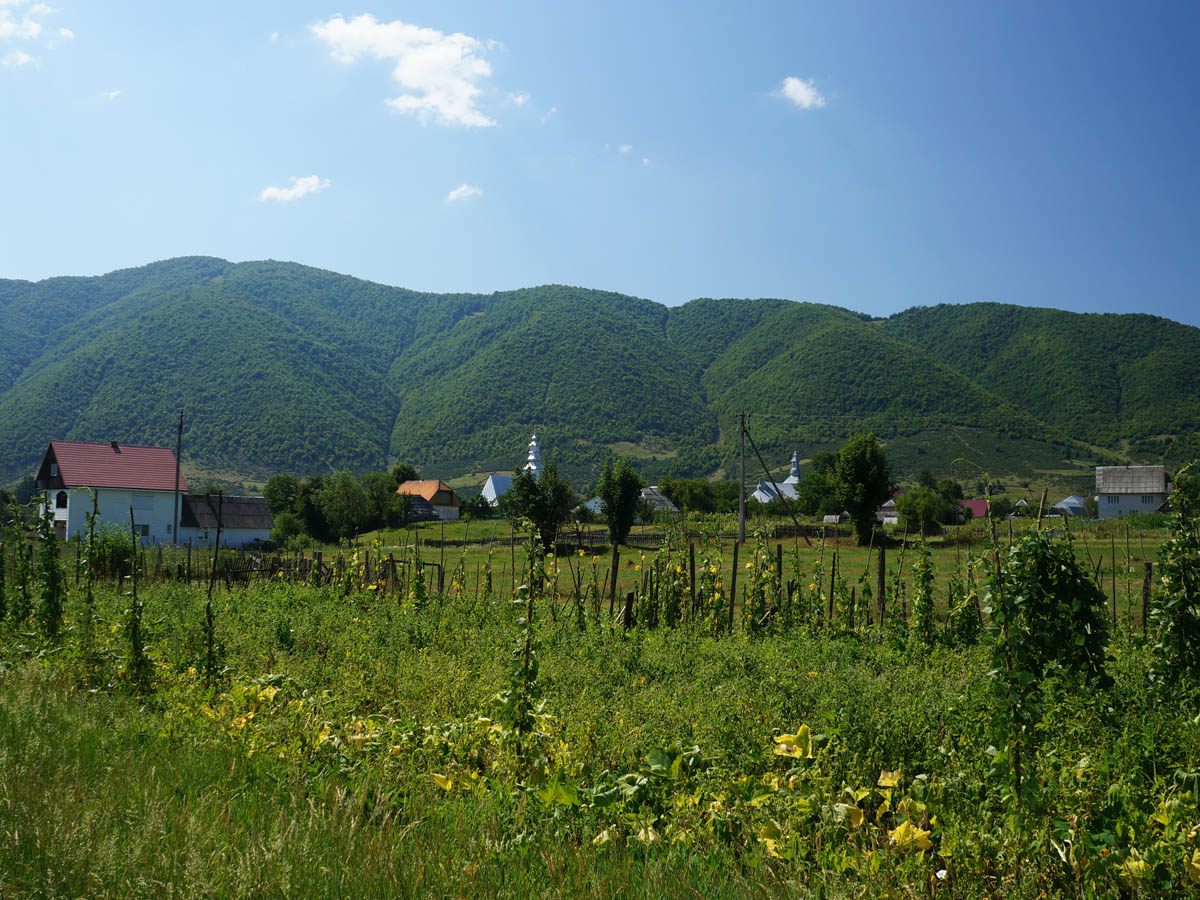

涅格羅韋齊（烏克蘭語：Негровець）是烏克蘭西部的村莊，隸屬外喀爾巴阡州的胡斯特區。該村面積0.62平方公里，海拔高度654米，2001年人口2,231，人口密度每平方公里3,575.32人。